# San Luis (Dominikana)
San Luis – miasto w Dominikanie, w prowincji Santo Domingo.